# Gursarai
Gursarai è una suddivisione dell'India, classificata come municipal board, di 22.991 abitanti, situata nel distretto di Jhansi, nello stato federato dell'Uttar Pradesh. In base al numero di abitanti la città rientra nella classe III (da 20.000 a 49.999 persone).

## Geografia fisica
La città è situata a 25° 36' 53 N e 79° 10' 44 E e ha un'altitudine di 172 m s.l.m..

## Società

### Evoluzione demografica
Al censimento del 2001 la popolazione di Gursarai assommava a 22.991 persone, delle quali 12.099 maschi e 10.892 femmine. I bambini di età inferiore o uguale ai sei anni assommavano a 3.460, dei quali 1.835 maschi e 1.625 femmine. Infine, coloro che erano in grado di saper almeno leggere e scrivere erano 15.337, dei quali 9.190 maschi e 6.147 femmine.